# بساآب‌گریزی

بساآب‌گریزی با اثر نیلوفر آبی، هیچ تماسی میان قطره و سطح موجود نیست و قطره به صورت مدور است.

بساآب‌گریزی (به انگلیسی: Ultrahydrophobicity) یا اَبَرآب‌گریزی (superhydrophobicity) یک ویژگی سطح‌های آب‌گریزی است که ترشوندگی آنها بسیار سخت پیش می‌آید.
به هر مایعی که زاویه تماس آن بالای ۱۵۰ درجه و پسماند آن کمتر از ۱۰ درجه باشد، بساآب‌گریز گفته می‌شود. بساآب‌گریزی به اثر نیلوفر آبی اشاره دارد که در آن قطره‌های آب روی برگ‌های نیلوفر آبی سر می‌خورند و ذرات موجود روی سطح برگ را با خود حرکت می‌دهند بی‌آنکه روی سطح باقی بمانند.
بررسی سطوح طبیعی آبگریز نظیر برگ گیاه نیلوفر نشان می‌دهد که این سطوح از مواد چرب بخصوصی پوشانده شده است. علاوه بر این از زبری‌هایی در ابعاد میکرو و نانو نیز تشکیل شده‌اند. این دو عامل منجر به شکل‌گیری ابرآبگریزی (زاویه تماس سطح بالاتر از ۱۵۰ درجه) بر روی این مواد می‌شوند. برای ایجاد سطوح مصنوعی ابرآبگریز ایجاد این دو عامل بر روی سطح ضروری است. در مطالعاتی که تا کنون صورت گرفته، برای ایجاد زبری از روش‌هایی همچون اچینگ، اکسایش، رسوب‌دهی الکتریکی، لایه‌نشانی، ماشین‌کاری به روش تخلیه الکتریکی با سیم و غیره استفاده شده است. سطوح مسی کاربردهای بسیار گسترده‌ای در زمینه انتقال و تبدیل انرژی حرارتی دارد. به خصوص اینکه سطوح ابرآبگریز منجر به ایجاد چگالش قطره‌ای بر روی سطح می‌شود که بازده آن نسبت به رژیم معمول چگالش (لایه‌ای) ۱۰ برابر بیشتر است؛ از این‌رو به کارگیری سطوح ابرآبگریز مس در ساخت مبدل‌های حرارتی (همراه با چگالش)، ضمن کاهش قابل توجه ابعاد مبدل و نیز افزایش عمر مفید آن، صرفه اقتصادی قابل توجهی خواهد داشت. سطوح ابرآبگریز افزون بر صنایع تولید انرژی در ایجاد سطوح خود تمیزشونده، سطوح ضد یخ و سطوح ضد مه و موارد مشابه نیز کاربرد دارند. خاصیت فوق آبگریزی فلزات می‌تواند از خوردگی، آلودگی یا رسوب‌گیری آنها جلوگیری کرده و بر عمر تجهیزات ساخته شده بیفزاید.

## فیزیک
قانون یانگ، ارتباط میان نیروهای سطح در ترشوندگی را برای سطح ایده‌آل چنین تعریف می‌کند:
{\displaystyle \gamma _{SG}\ =\gamma _{SL}+\gamma _{LG}\cos {\theta }}
که در آن ɣ انرژی آزاد سطح میان سطح‌های مختلف مایع و جامد و گاز و θ زاویه تماس است.
قانون ونتسل ارتباط میان نیروها را برای سطح‌های حقیقی چنین تعریف می‌کند:
{\displaystyle \cos \,{\theta ^{*}}=r\cos \,{\theta }}
که در آن r نسبت ناهمواری (انحراف از سطح ایده‌آل)، θ زاویه تماس ایده‌آل و *θ زاویه تماس مشاهده شده هستند.

شمای قوانین یانگ